# Museo del Ara Pacis
El Museo del Ara Pacis (en italiano: Museo dell'Ara Pacis) pertenece al Sistema dei Musei in Comune de Roma (Italia). Alberga el Ara Pacis de Augusto, un antiguo monumento que fue inaugurado inicialmente el 30 de enero del 9 a. C.

## Estructura

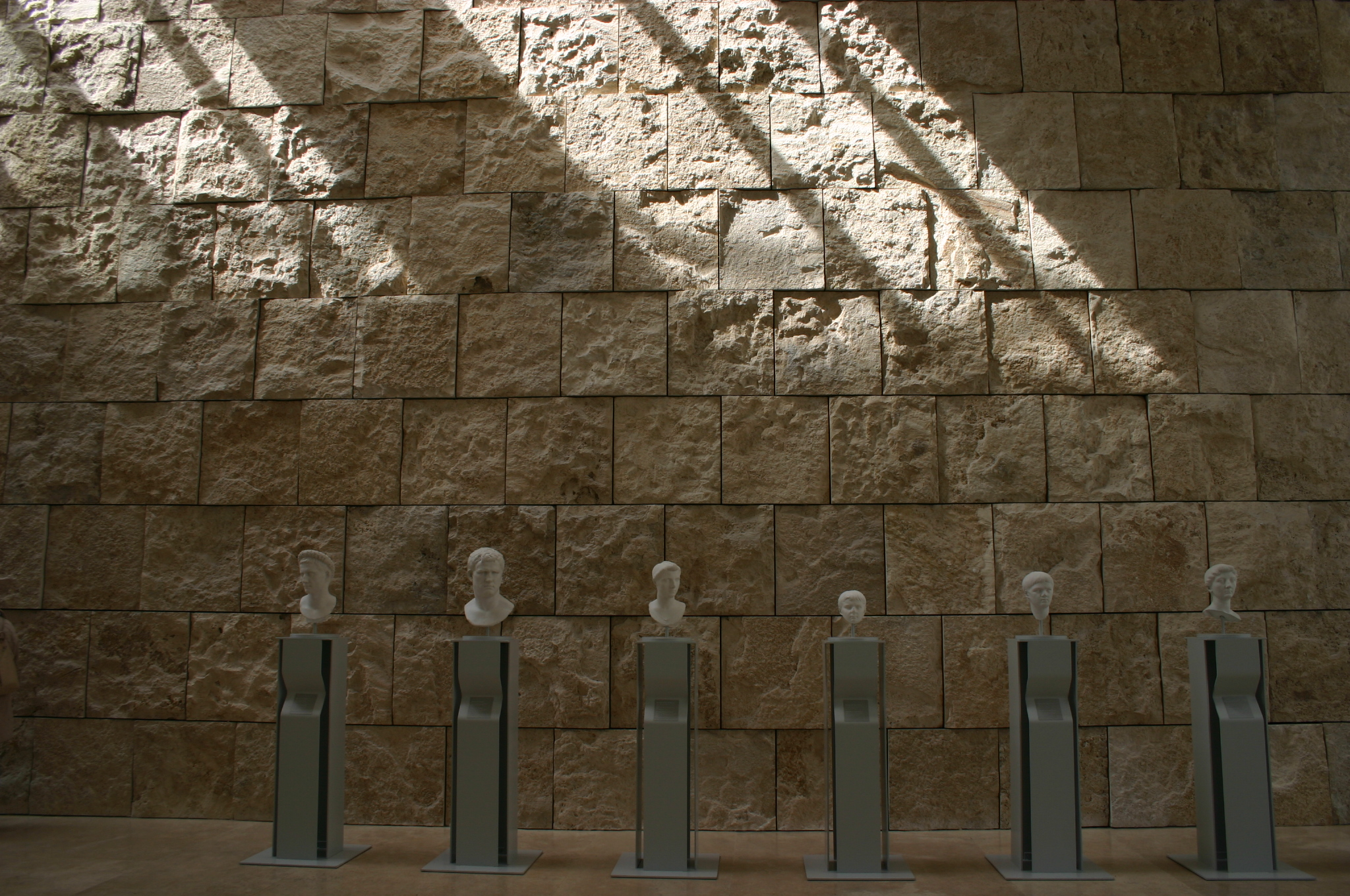
Los retratos de la dinastía Julio-Claudia colocados cerca de la entrada.

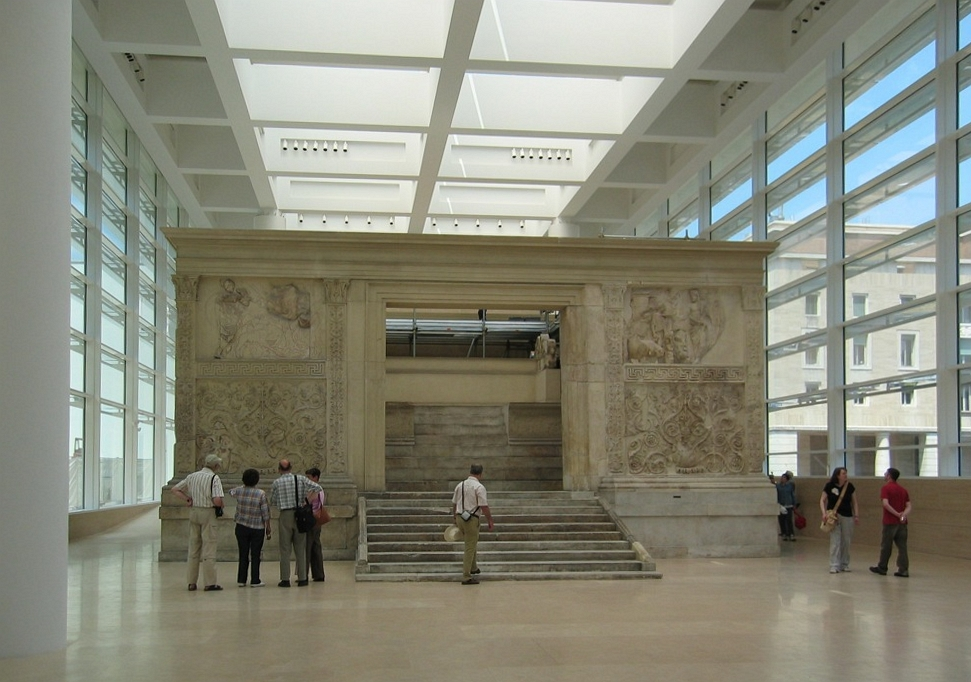
El Ara Pacis dentro del Museo.

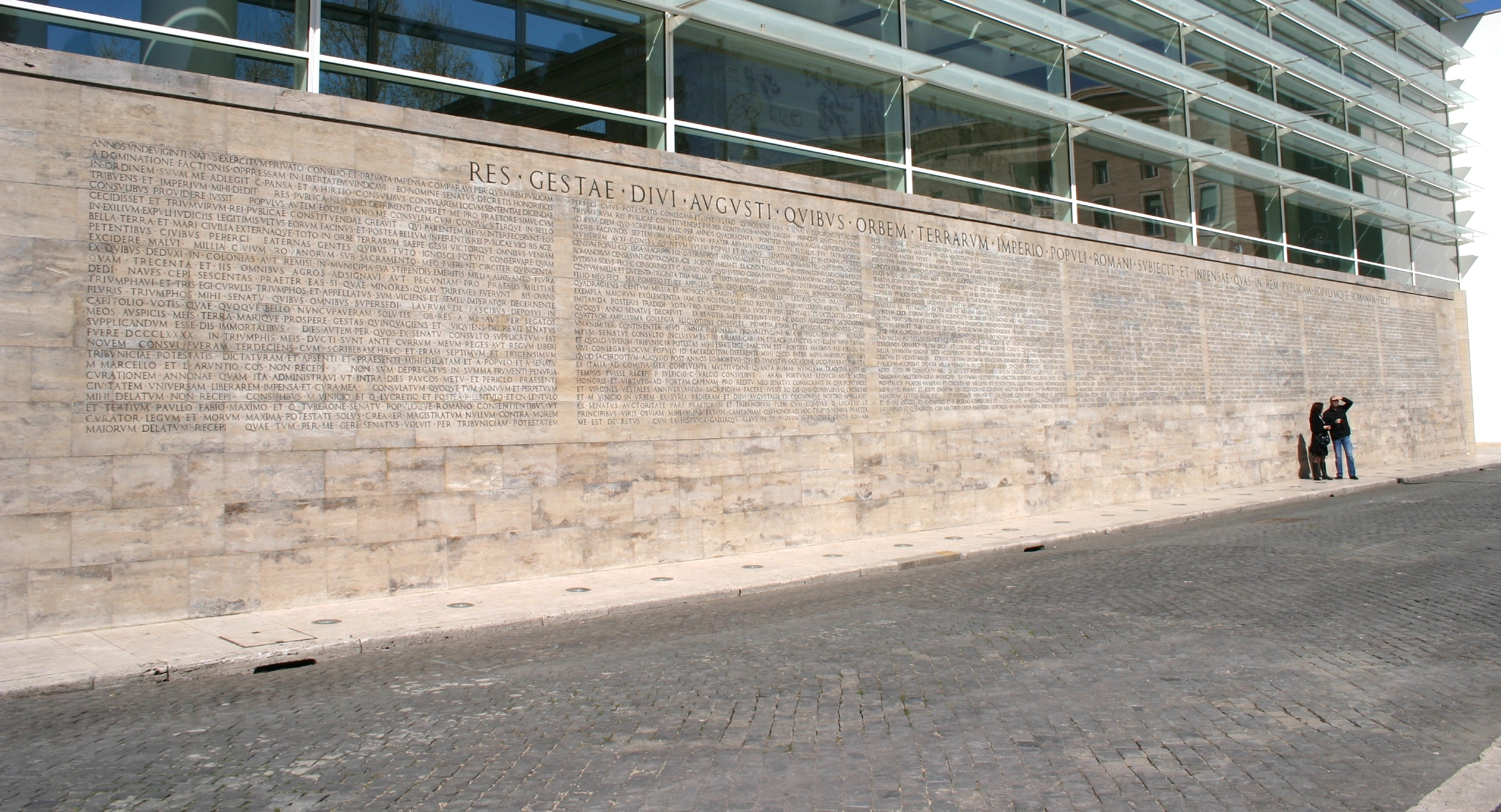
La copia de la época fascista de la "Res Gestae Divi Augusti", colocada en la parte posterior del Museo.

Diseñado por el arquitecto americano Richard Meier y construido en acero, travertino, vidrio y yeso, el museo es la primera gran intervención arquitectónica y urbana en el centro histórico de Roma desde la época fascista. Se trata de una estructura de carácter triunfal, que alude claramente al estilo de la Roma imperial. Amplias superficies acristaladas permiten al espectador admirar el Ara Pacis con condiciones de iluminación uniforme.
El color blanco es la marca registrada de Richard Meier, mientras que las placas de travertino que decoran parte del edificio son una consecuencia de los cambios en curso (las superficies de aluminio se planearon inicialmente), después de una revisión del diseño a raíz de las controversias con cierta nostalgia por el pabellón anterior que fue construido en 1938 por el arquitecto Vittorio Ballio Morpurgo.
El desafiante diseño de Meier quiere afirmarse en el corazón mismo de la ciudad, convirtiéndose en un centro neurálgico y de tránsito. El complejo estaba destinado a incluir un cruce de peatones con un paso subterráneo que uniera el museo con el río Tíber; actualmente el diseño del paso subterráneo parece haber sido abandonado por completo.

## Historia
El edificio, diseñado por el arquitecto Richard Meier, fue inaugurado y abierto al público después de siete años de obras, el 21 de abril de 2006 (aniversario de la fecha tradicional de la fundación de Roma).
Durante la noche del 31 de mayo de 2009, desconocidos pintaron la pared exterior blanca con pintura verde y roja y colocaron una taza de báter al pie de la pared.
El 12 de diciembre de 2009, un grupo de activistas de Earth First!, durante la Cumbre de Copenhague, colorearon el agua de la fuente de verde y colocaron en el lado que da a la Via Tomacelli una pancarta que decía Earth First! Act Now. Los oficiales y los empleados del museo intervinieron inmediatamente, quitando la pancarta y vaciando la fuente.

## Críticas
El edificio ha atraído opiniones encontradas. El New York Times lo juzgó un fracaso, mientras que el famoso crítico de arte y polemista Vittorio Sgarbi lo calificó como «una gasolinera de Texas en la tierra misma de uno de los centros urbanos más importantes del mundo», y el primer paso hacia una «internacionalización» de la ciudad de Roma. Sin embargo, la opinión no fue unánime en absoluto, y por ejemplo, Achille Bonito Oliva elogió el diseño de Meier.
En noviembre de 2013 un techo defectuoso permitió que el agua se filtrara en el edificio durante unas fuertes lluvias. Los miembros del personal tuvieron que usar cubos para achicar el agua de la parte superior del altar.
En una de sus primeras declaraciones después de haber sido elegido alcalde de Roma (abril de 2008), Gianni Alemanno anunció su intención de retirar el edificio de Meier, basándose en que la derecha romana siempre lo había desaprobado. Sin embargo, el propio Alemanno señaló más tarde que la demolición no era una prioridad de su administración.